# Victon
Victon (coréen : 빅톤, stylisé VICTON, acronyme de Voice To New World) est un boys band sud-coréen de K-pop formé en 2016. Le groupe est actuellement composé de trois membres : Han Seung-woo, Kang Seung-sik (leader), Lim Se-jun, mais en comptait sept à l'origine: Heo Chan, Do Han-se, Choi Byung-chan et Jung Su-bin. Le groupe débute le 9 novembre 2016 avec leur premier mini-album intitulé Voice to New World.

## Histoire

### 2016:Me & 7 MenetVoice to New World
Le 17 août 2016, Play M Entertainment publie des détails concernant le groupe (alors connu sous le nom de Plan A Boys) et sur leur prochaine émission de télé-réalité musicale Me & 7 Men, décrivant la préparation du groupe pour ses débuts. Le 30 août 2016, Me & 7 Men diffuse son premier épisode sur Mnet.
Le 1er septembre 2016, Seung-sik, Se-jun et Han-se sortent un single numérique sous le nom de Plan A Boys en featuring avec Huh Gak et intitulé #Begin Again, accompagné d'un clip-vidéo avec les autres membres du groupe.
Le 1er novembre 2016, un teaser est diffusé après le dernier épisode de Me & 7 Men révélant la date officielle des débuts du groupe (le 9 novembre). Le 2 novembre, Plan M Entertainment publie les teasers vidéos et photos individuelles de Se-jun et Byung-chan, suivi plus tard des teasers de Su-bin et Han-se le 3 novembre. Le 4 novembre, les teasers de Seung-woo, Chan et Seung-sik sortent avec une bande-annonce audio intitulée What Time Is It Now?, piste de leur premier EP,.
Le 9 novembre 2016, Victon fait ses débuts officiels avec la sortie de l'album Voice to New World et la chanson phare I'm Fine. Le groupe interprète les deux chansons, I'm Fine et What Time Is It Now?, lors de leurs promotions sur scène.

### 2017:Ready,IdentityetFrom.VICTON
Le 2 mars 2017, Victon sort son deuxième mini-album, Ready, avec comme titre phare Eyez Eyez,. Le même jour, Victon annonce ses couleurs officielles, bleu atoll et jaune flamboyant, ainsi que le nom de leur fan club, nommé ALICE, signifiant Always we Love the voICE.
Le troisième mini-album de Victon, Identity, sort le 23 août, avec un total de cinq chansons, avec comme titre phare Unbelievable,.
Leur quatrième mini album, From.VICTON, sort le 9 novembre. L'EP contient six titres dont le single Remember Me,,.

### 2018:Busking projectetTime of Sorrow
Le 18 février, Plan M Entertainment annonce que Victon participe à un busking project (concerts dans les rues) pendant quatre jours, à ces dates : 25 février, 4, 10 et 11 mars. Ils interprètent lors de ces concerts différentes chansons de leurs albums précédents, ainsi que des covers, comme « Shadow » de Highlight, « Lonely » de 2NE1, « 고 민 보다 GO » de BTS, et pour finir un remix de la chanson Bad Boy de Red Velvet. Les lieux étaient les suivants : Sinchon (jour 1), Starfield (jour 2), Gangnam (jour 3) et Dongdaemun (jour 4).
Le 23 mai, Victon révèle le single Time of Sorrow, avec également une version instrumentale du titre,.

### 2019:Produce X 101, comeback avec six membres
Début 2019, Seung-woo et Byung-chan sont sélectionnés pour participer à l'émission de télé-réalité musicale Produce X 101.
Le 11 juillet, Play M Entertainment annonce que Byung-chan quitterait définitivement l'émission en raison d'une tendinite chronique.
Lors du dernier épisode du 19 juillet, Seung-woo est sélectionné pour devenir membre du nouveau groupe masculin X1. Il obtient 1 079 200 votes, ce qui le place au troisième rang. Il signe alors un contrat de cinq ans.
En parallèle, Victon fait son retour le 4 novembre avec six membres, en révélant le mini-album Nostalgia et le single phare Nostalgic Night, qui leur vaut leur première victoire durant une émission musicale depuis leurs débuts.
Le 6 janvier 2020, l'agence du groupe X1 annonce la dissolution du boys band en raison d'un scandale médiatique révélant une manipulation des votes pendant l'émission. À la suite de cela, Play M déclare le 29 janvier 2020 que Seung-woo reviendrait pour faire la promotion du nouvel album de VICTON au mois de mars.

### 2020: comeback de Seung-woo,ContinuousetMayday
Le 9 mars 2020, Victon sort son nouveau mini-album, Continuous, incluant Seung-woo dans ce comeback. Leur single principal, intitulé Howling, reçoit un prix lors de l'émission musicale coréenne The Show le 17 mars.
Quelque temps plus tard, Play M Entertainment annonce que Byung-chan ne participerait pas aux promotions de ce nouvel album en raison d'une hernie discale.
Le 2 juin 2020, le groupe est de retour avec un nouveau mini-album intitulé Mayday, et sa chanson phare du même nom, une ode à l'amour, accompagnée de son clip-vidéo.

### 2021:Voice: The Future is Now
Le 4 novembre 2020, Play M annonce la sortie du premier album studio du groupe intitulé Voice: The Future is Now programmée pour le 1er décembre, avec comme single phare What I Said. Le 25 novembre, l'agence décide de repousser leur comeback à la suite d'un cas contact avec un membre du personnel positif au COVID-19. Le 18 décembre, la nouvelle date de sortie de l'album est annoncée au 11 janvier 2021, avec en parallèle l'annulation de leur fanmeeting (en raison de la crise sanitaire) initialement prévu pour la promotion de l'album.
Le 10 janvier 2021, le groupe révèle sur YouTube le teaser du clip de leur chanson phare What I Said. La vidéo complète est dévoilée le 11 janvier.
Su-bin a joué dans la web série interactive Fling at Convenience Store de Dingo Music, aux côtés de Donghyun de AB6IX, Jaehyun de Golden Child et Wooseok de Pentagon. Il obtient le plus de voix des téléspectateurs et devient ainsi le personnage principal.
Le 18 octobre 2022, Heo Chan quitte le groupe après avoir conduit en état d'ivresse.

## Membres[33]
- Kang Seung-sik (né le 16 avril 1995 (30 ans)) : leader[34], chanteur principal, danseur
- Han Seung-woo (né le 24 décembre 1994 (30 ans)) : rappeur secondaire, chanteur secondaire, danseur
- Heo Chan (né le 14 décembre 1995 (29 ans)) : chanteur, danseur principal
- Lim Se-jun (né le 4 mai 1996 (29 ans)) : chanteur secondaire, danseur, visuel
- Do Han-se (né le 25 septembre 1997 (27 ans)) : rappeur principal, danseur secondaire
- Choi Byung-chan (né le 12 novembre 1997 (27 ans)) : chanteur, danseur
- Jung Su-bin (né le 5 avril 1999 (26 ans)) : chanteur, danseur

## Discographie

### Album(s) studio
| Titre                    | Détails                                                                                           | Positions | Positions | Ventes  |
| Titre                    | Détails                                                                                           | COR       | JPN       | Ventes  |
| ------------------------ | ------------------------------------------------------------------------------------------------- | --------- | --------- | ------- |
| Voice: The Future is Now | - Sortie : 11 janvier 2021 - Label: Play M Entertainment - Formats: CD, téléchargement de musique | À venir   | À venir   | À venir |

### Mini-albums
| Titres             | Détails                                                                                  | Positions        | Positions           | Ventes                       |
| Titres             | Détails                                                                                  | Gaon Album Chart | Oricon Albums Chart | Ventes                       |
| ------------------ | ---------------------------------------------------------------------------------------- | ---------------- | ------------------- | ---------------------------- |
| Voice to New World | - Sortie : 9 novembre 2016 - Label : Play M Entertainment - Formats : CD, téléchargement | 11               | —                   | - KOR : 14,947               |
| Ready              | - Sortie : 2 mars 2017 - Label : Plan M Entertainment - Formats : CD, téléchargement     | 6                | —                   | - KOR : 27,395               |
| Identity           | - Sortie : 23 août 2017 - Label : Plan M Entertainment - Formats : CD, téléchargement    | 6                | 50                  | - KOR : 21,371 - JPN : 1,096 |
| From. VICTON       | - Sortie : 9 novembre 2017 - Label : Plan M Entertainment - Formats : CD, téléchargement | 14               | —                   | - KOR : 13,479               |
| Nostalgia          | - Sortie : 4 novembre 2019 - Label : Play M Entertainment - Formats : CD, téléchargement | 4                | —                   | - KOR : 74,602               |
| Continuous         | - Sortie : 9 mars 2020 - Label : Play M Entertainment - Formats : CD, téléchargement     | 2                | 38                  | - KOR : 87,971 - JPN : 1,067 |
| Mayday             | - Sortie : 2 juin 2020 - Label : Play M Entertainment - Formats : CD, téléchargement     | 3                | —                   | —                            |

### Singles
| Titres                           | Année | Positions | Positions | Ventes | Albums                   |
| Titres                           | Année | KOR       | KOR Hot   | Ventes | Albums                   |
| -------------------------------- | ----- | --------- | --------- | ------ | ------------------------ |
| I'm Fine (아무렇지 않은 척)      | 2016  | —         | —         | NC     | Voice to New World       |
| Eyez Eyez                        | 2017  | —         | —         | NC     | Ready                    |
| Unbelievable (말도 안돼)         | 2017  | —         | —         | NC     | Identity                 |
| Remember Me (나를 기억해)        | 2017  | —         | —         | NC     | From. VICTON             |
| Time of Sorrow (오월애 / 俉月哀) | 2018  | —         | —         | NC     | Time of Sorrow           |
| Nostalgic Night (그리운밤)       | 2019  | 155       | —         | NC     | Nostalgia                |
| Howling                          | 2020  | 167       | —         | NC     | Continuous               |
| Mayday                           | 2020  | 139       | —         |        | Mayday                   |
| What I Said                      | 2021  | 78        | —         |        | VOICE: The Future Is Now |

## Prix et nominations
- 2017 : MAXIM K-Model Awards - « Meilleur nouveau groupe » (remporté)